# Yves Brunaud
Pour les articles homonymes, voir Brunaud.
Yves Brunaud, né le 22 décembre 1920 à Bordeaux (Gironde) et mort en service aérien commandé le 19 avril 1962 à Revel (Haute-Garonne), était un aviateur français, pilote militaire durant la Seconde Guerre mondiale et pilote d'essai après-guerre.

## Distinctions
- Officier de la Légion d'honneur[Quand ?][1],[2]

## Hommages
Une avenue de Toulouse, ouverte en 1968, porte son nom : elle bordait jusqu'en 2019 le Centre d'essais aéronautiques de Toulouse (actuelle Direction générale de l'Armement - Techniques aéronautiques, no 47 rue Saint-Jean, Balma).